# Llengües siouan
Les Llengües siouan o Siouan–Catawba són una família lingüística d'Amèrica del Nord que es troba principalment en les Grans Planes d'Amèrica del Nord amb uns pocs idiomes atípics a l'est.

## Nom
Els autors que anomenen tota la família sioux distingeixen les dues branques com a Sioux occidental i Sioux orientals o com sioux propis i Catawba. Altres restringeixen el nom 'sioux' a la branca occidental i usen el nom sioux-Catawba per a tota la família. Generalment, però, el nom 'sioux' s'utilitza indistintament.

## Fonologia
Hi ha certa quantitat de treball comparatiu en llengües sioux-catawba. Wolff [1950-1951] va fer un dels primers i més complets treballs sobre el tema. Wolff reconstrueix el sistema del proto-siouan, i això va ser modificat per Matthews (1958). El sistema generalment acceptat és: 
|            | Labial | Alveolar | Palatal | Velar | Glotal |
| ---------- | ------ | -------- | ------- | ----- | ------ |
| Oclusiva   | *p     | *t       |         | *k    | *ʔ     |
| fricativa  |        | *s       | *ʃ      | *x    | *h     |
| nasal      | *m     | *n       |         |       |        |
| aproximant | *w     | *r       | *j      |       |        |

Pel que fa a les vocals, estan sent reconstruïdes cinc vocals orals /*i, *e, *a, *o, *u/ i tres vocals nasals /*į, *ą, *ų/. Wolff també reconstruí alguns grups consonàntics /*tk, *kʃ, *ʃk, *sp/.

## Relacions externes
L'isolat yuchi podria estar força relacionat a les llengües sioux–catawba.
En el segle xix Robert Latham suggerí que les llengües siouan estaven relacionades amb les llengües caddo i les llengües iroqueses. En 1931, Louis Allen presentà la primera llista de correspondències sistemàtiques entre un conjunt de 25 elements lèxics sioux i iroquesos. En la dècada de 1960 i 1970 Wallace Chafe va estudiar més a fons el vincle entre les llengües sioux i caddo. En la dècada de 1990 Marianne Mithun va comparar la morfologia i la sintaxi de totes les tres famílies. Actualment, aquesta hipòtesi macro-sioux no es considera provades, i les similituds entre les tres famílies es poden deure, en canvi, perquè les seves protollengües havieh format part d'un sprachbund.